# Harold Lederman

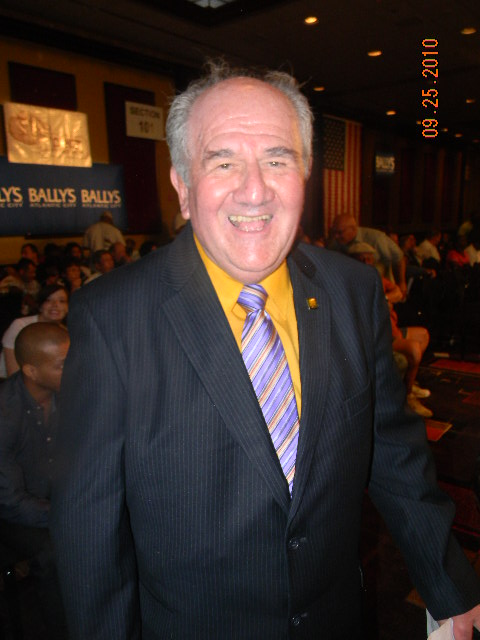
Harold Lederman

Harold Lederman (* 26. Januar 1940 in New York City; † 11. Mai 2019 ebenda) war ein US-amerikanischer Punktrichter und Boxkommentator für den amerikanischen Fernsehsender HBO.
Lederman begann seine Karriere im Jahr 1965, als er als Punktrichter bei Amateurkämpfen anfing. Nach zwei Jahren beantragte er schließlich eine Lizenz bei der New York State Athletic Commission, um als professioneller Punktrichter arbeiten zu können. 1986 begann er schließlich als Boxexperte für den amerikanischen Sender Home Box Office (HBO) zu arbeiten. Nachdem er als Punktrichter an über 100 Titelkämpfen beteiligt war, beendete er schließlich 1999 seine Laufbahn und arbeitete seitdem nur noch für HBO als Kommentator von Boxkämpfen.
Er wurde 1997 in die International Boxing Hall of Fame aufgenommen.